# 雕松鼠屬
雕松鼠屬（学名：Glyphotes），哺乳綱、囓齒目、松鼠科的一屬，而與雕松鼠屬（赤腹雕松鼠）同科的動物尚有太陽松鼠屬（太陽松鼠）、長鼻松鼠屬（長鼻松鼠）、非洲松鼠屬（西非松鼠）、棕櫚松鼠屬（棕櫚松鼠）等之數種哺乳動物。

## 下属物种
本属包括以下物种：
- Glyphotes canalvus Moore, 1959
- Glyphotes simus Thomas, 1898